# Monique Jansen
Monique Jansen (Harderwijk, 3 ottobre 1978) è un'ex discobola olandese.

## Record nazionali
- Lancio del disco indoor 56,01 m  ( Växjö, 27 marzo 2010)

## Palmarès
| Anno | Manifestazione | Sede       | Evento           | Risultato | Misura  | Note |
| ---- | -------------- | ---------- | ---------------- | --------- | ------- | ---- |
| 2010 | Europei        | Barcellona | Lancio del disco | 9ª        | 56,29 m |      |
| 2011 | Mondiali       | Taegu      | Lancio del disco | 16ª (q)   | 58,23 m |      |
| 2012 | Europei        | Helsinki   | Lancio del disco | 11ª       | 57,03 m |      |
| 2012 | Olimpiadi      | Londra     | Lancio del disco | 29ª       | 57,50 m |      |

## Campionati nazionali
- 7 volte campionessa nazionale nel lancio del disco (2006/2012)

2004
- Bronzo ai Campionati nazionali olandesi indoor, getto del peso - 14,33 m

2006
- Oro ai Campionati nazionali olandesi, lancio del disco - 49,79 m

2007
- Oro ai Campionati nazionali olandesi, lancio del disco - 54,10 m

2008
- 7ª ai Campionati nazionali olandesi indoor, getto del peso - 14,72 m
- Oro ai Campionati nazionali olandesi, lancio del disco - 57,89 m

2009
- Oro ai Campionati nazionali olandesi, lancio del disco - 58,97 m

2010
- Oro ai Campionati nazionali olandesi, lancio del disco - 57,45 m

2011
- Bronzo ai Campionati nazionali olandesi indoor, getto del peso - 15,20 m
- Oro ai Campionati nazionali olandesi, lancio del disco - 60,75 m

2012
- Bronzo ai Campionati nazionali olandesi indoor, getto del peso - 15,47 m
- Argento ai Campionati nazionali olandesi indoor, getto del peso - 15,51 m
- Oro ai Campionati nazionali olandesi, lancio del disco - 59,27 m